# Lekeberga-Sälven
Lekeberga-Sälven är ett naturreservat i Lekebergs kommun i Örebro län.
Området är naturskyddat sedan 1974 och är 32 hektar stort. Reservatet består av ett ravinlandskap skapat av  Garphytteån och Lekhytteån och använts som slåtter- och betesmark och nu är öppna hagmarkerna med enstaka dungar av lövträd. 